# Bremer Eiskatastrophe 1947
Die Bremer Eiskatastrophe, auch Bremer Brückenkatastrophe, war ein Ereignis gegen Ende des Winters 1946/47, bei dem Kriegsfolgen und Naturgewalten zusammenwirkten.

## Kriegsschäden und Provisorien
Im keine zwei Jahre vorher zu Ende gegangenen Zweiten Weltkrieg war Ende März 1945 die Adolf-Hitler-Brücke (Westbrücke, heute Stephanibrücke) bei einem der letzten großen Luftangriffe auf Bremen zerstört worden. Die westlich davon gelegene Eisenbahnbrücke Bremen war nach dem Bombenangriff vom 23. März 1945 erst am 9. Dezember 1946 wieder dem Zugverkehr übergeben worden. Die Lüderitzbrücke (Große Weserbrücke, heute Wilhelm-Kaisen-Brücke) und die Kaiserbrücke (heute Bürgermeister-Smidt-Brücke) wurden noch am 25. April 1945, einen Tag vor der Besetzung der Stadt durch die Britische Armee, durch Pioniere der deutschen Wehrmacht gesprengt. Für Fußgänger war bei Kriegsende noch der Steg über dem am 22. April ebenfalls von deutschen Pionieren gesprengten Weserwehr in Hastedt und ein provisorischer Übergang auf den Trägern der Eisenbahnbrücke benutzbar.
Für den Straßenfahrzeugverkehr über die Weser hatte die amerikanische Militärverwaltung zwei hölzerne Behelfsbrücken errichten lassen, die Memorialbrücke und im April 1946 die Trumanbrücke. An der Kaiserbrücke hatte man Hebegerüste errichtet, um deren abgestürzte Brückenteile demnächst wieder auf die Pfeiler setzen zu können.

## März 1947
Der Winter 1946/47 war besonders lang und kalt und gilt als strengster Winter des 20. Jahrhunderts im Nordseeraum. Die Weser war zugefroren, was selten passiert, das nächste Mal war Anfang 1982.
Als in der zweiten Märzhälfte die Temperaturen endlich anstiegen, setzte auf der Weser wie auch auf den anderen Flüssen Mitteleuropas ein heftiger Eisgang ein.
Am Abend des 17. März stieg das Wasser der Mittelweser in Hastedt binnen einer halben Stunde um zwei Meter. Etwa 1200 Menschen, die sich im Kleingartengebiet auf dem Stadtwerder Behelfsunterkünfte eingerichtet hatten, wurden von LKW der US-Truppen in Sicherheit gebracht. US-Panzer feuerten erfolglos auf herantreibende Eisschollen und Schiffe. 
Am 18. März stürzte unter dem Druck von Hochwasser und Eis um 10:20h die Memorialbrücke ein, an der auch eine Gasleitung und eine Wasserleitung hingen.
Um 15:30h riss ein abgetriebener Lastkahn den Steg am Weserwehr ins Wasser. Um 17:25h stürzte ein großer Eisblock den Mittelpfeiler der Trumanbrücke um.
Wenig später kippten die Baugerüste an der Kaiserbrücke und kurz darauf brachten Wasser, Eis und Treibgut den Mittelteil der Eisenbahnbrücke zum Einsturz.
Die Bremer Stadtteile rechts und links der Weser waren damit noch stärker voneinander getrennt als bei Kriegsende, als zumindest Fußgänger einige der gesprengten Brücken passieren konnten.